# 元好問

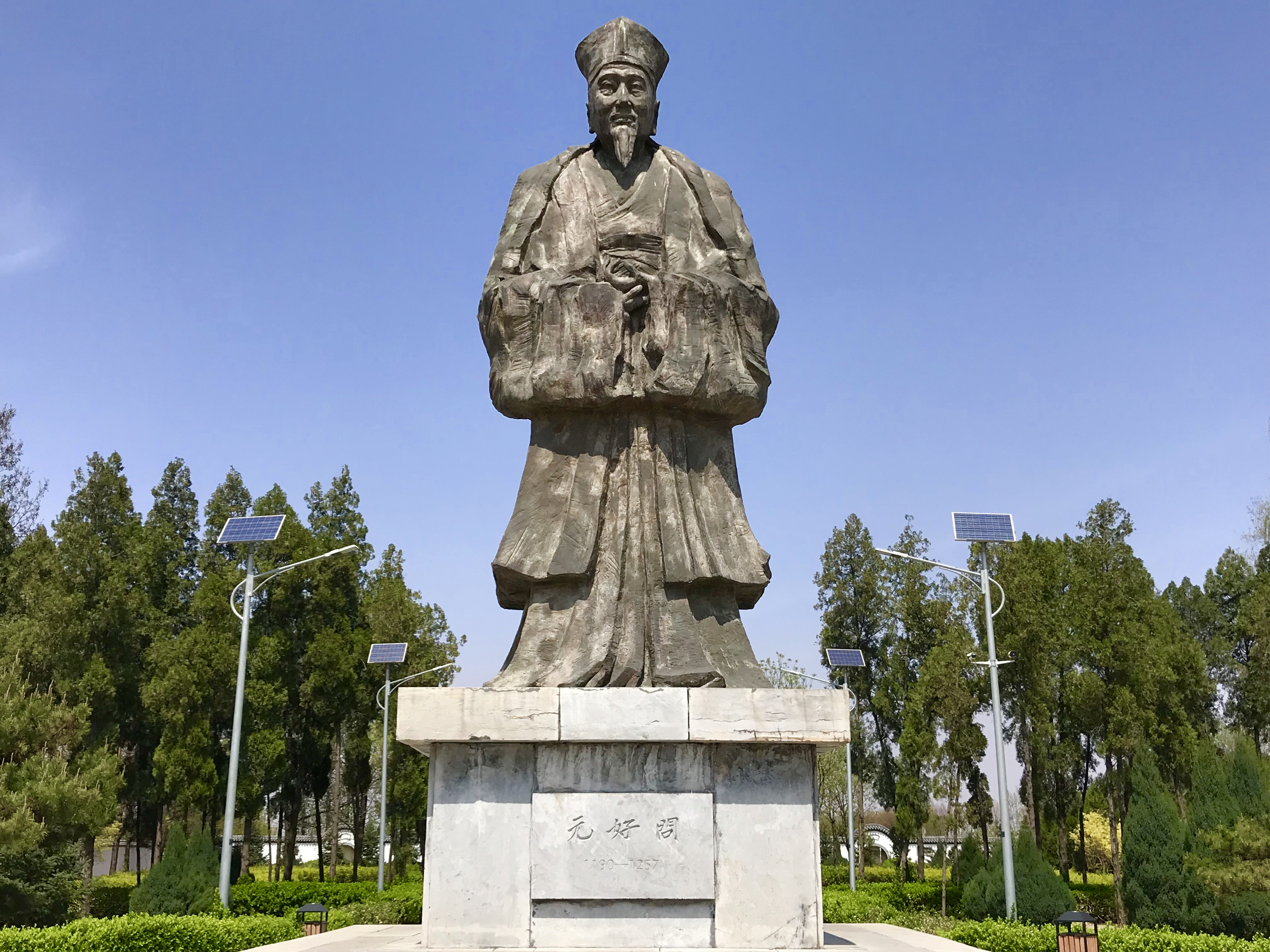
元好問銅像

元 好問（げん こうもん、明昌元年7月8日（1190年8月10日）- 憲宗7年9月4日（1257年10月12日））は、金末の詩人。字は裕之、号は遺山。北魏以後代々汝州あるいは忻州に住み、遠祖には唐代の有名な詩人の元結（字は次山）が見える。祖父は銅山県令の元滋善。父は元徳明。兄は元好謙・元好古。

## 生涯

### 若年期
4世紀に北魏を建国した鮮卑拓跋部の嫡流である拓跋氏の皇族である常山王拓跋遵、唐代の詩人の元結を祖先に持つ。
1190年に忻州秀容県（現在の山西省忻州市忻府区）で、元徳明と王氏の三男として生まれる。生後7カ月で叔父の元格と張氏夫妻の養子となり、彼らに育てられた。養父の転勤で山東・陝西などで暮らしたこともあったが、後年に河南に避難するまでの間のほとんどの時期を山西で過ごした。
好問は7歳の時から詩作を行い、神童と称された。14歳のときに転居先の陵川で郝天挺に師事、太原で実施された郷試の受験に挑戦し始める。郝天挺のもとでは科挙の受験指導よりも、諸子百家の思想、人間の本質についての講義に重点を置いた授業を受け、隠遁生活についての憧れを募らせる。20歳前に張氏を妻に娶り、結婚から間も無く長女の元真をもうけた。

### 金への仕官
1211年からモンゴル軍の金への侵入が始まり、1214年3月には兄の元好古が金の将校としてモンゴル軍と大同で戦い、29歳で戦死した。1216年に好問は母とともに河南の三郷（現在の河南省洛陽市宜陽県）に疎開するが、河南も戦渦に巻き込まれる。河南の混乱が一時的に収まると、進士の受験に向けた勉学に励むとともに、『錦機』『論詩』を著して先人の文学論をまとめ、当時の文人たちから高い評価を得る。文壇の権威である趙秉文からは、杜甫に比肩すると称賛された。
1218年に登封に移住して小地主として暮らし、農民たちとともに農作業に従事することもあった。この時期に書かれた『宛丘歎』『乙酉六月十一日雨』などの詩には、農民たちへの愛着と悪徳官吏への批判が表現されている。1221年に金が実施した進士に合格するが任官できず、1225年に任官試験に合格し、国史院編修に配属される。国史院に配属されてから半年ほど後、1226年に職を辞して登封に帰り、37歳から42歳にかけての間に河南の鎮平県令、内郷県令、南陽県令を歴任した。県令に課せられた徴税の職務と困窮する農民の矛盾に葛藤し、詩に農民たちへの同情と苦悩をしたためた。
1231年に勅命によって中央に召還され、翌1232年に尚書省の左司都事に抜擢された。1233年3月に皇帝哀宗はモンゴル軍に包囲された開封府から逃亡、クーデターを起こした将軍の崔立によって汴京は制圧される。好問は崔立によって殺害されかけるが、李仲華という人物の取り成しで窮地を脱し、左右司員外郎に任命された。この時に崔立は自らの功績を称賛した碑文を建てることを好問に命じ、脅迫を受けて不本意ながらも碑文を建て、自らも序文を書いた。後年、崔立のために碑文を建てたことで非難を受けるが、弁明はしなかった。

### 亡国の臣として
4月に開封は陥落、好問は捕虜となり聊城県内の至覚寺に家族とともに抑留された。軟禁生活の直前で、好問はモンゴルの官僚耶律楚材に手紙を書き、金の知識人の保護と伝統文化の維持を訴えかける。1234年に蔡州の戦いで金が完全にモンゴルによって滅ぼされたとき、好問は『即事』の詩で崔立の死を喜び、また『甲午除夜』に哀宗への哀悼の意と金への忠誠を表した。やがて好問は釈放され、東平地方の冠氏県令趙天錫の計らいで、家族ともどもに冠氏県に移住する。趙天錫とその主にあたる厳実の保護を受けて、好問は冠氏・須城に活躍の場を移した。
その後は冠氏に簡素な家を建てて著作に専念し、モンゴルに仕官することなく滅亡した祖国の金の歴史編纂事業に全力を尽くした。1240年に趙天錫の制止を振り切って故郷の忻州に戻ったものの、史書編纂のために各地を遍歴し、同時に道中で見たモンゴルの習俗や窮乏する民衆の様子を詩に書き残す。他者の妨害にあって野史の編纂を決意する。1245年ごろに病に罹って死亡の噂が流れたがやがて回復し、旅を続ける。
1252年、彼が63歳の時に開平でモンゴルの皇弟クビライと謁見し、クビライに「儒教大宗師」の尊号を奉じる。1257年に真定路の獲鹿県にて68歳で死去した。

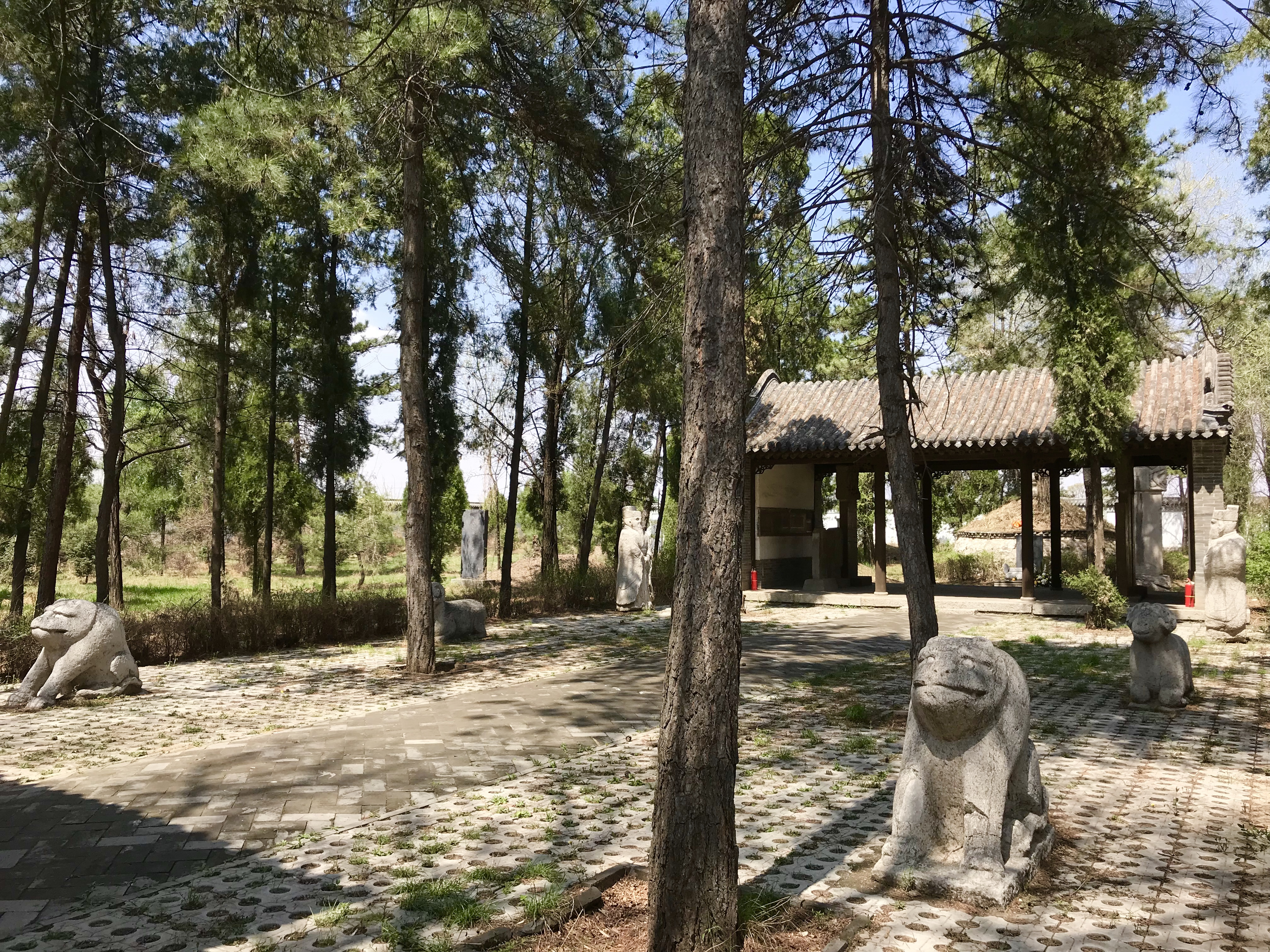
元好問墓墓道

## 評価
金と同時期に中国に存在していた南宋では、元好問の名は認知されていなかった。元においては敗戦国である金の文化に着目する人間は少なく、格段高い評価は得られなかった。元の後に成立した明では非漢民族国家の金の詩人である元好問の評価は低かったが、明末清初の文人の銭謙益は元好問と彼の著作『中州集』を高く評価した。中国では17世紀に至るまで元好問の作品・事績は日の目を見なかったが、満州民族の国家である清が建国された後に再評価・再研究が進んだ。
金の詩を撰集した『中州集』は、元好問の傑作として有名である。題名にある中州には金国こそが中国の伝統文化の継承者だという意味が込められており、詩集としての性格のほか、詩人の伝記もあわせて収録しているため金国史としての役割をも持っている。『中州集』は『壬辰雑編』とともに元末に編纂された『金史』の編纂に活用された。
日本においては、南北朝に五山の仏僧の間で『中州集』が購読されていた。江戸時代に『中州集』、好問の作品が収録された『金詩選』が出版され、明治時代に入って好問に対する関心が高まった。

## 代表的な著作
- 中州集
- 中州楽府
- 壬辰雑編
- 杜詩学
- 東坡詩雅
- 詩文自警
- 錦機
- 金源君臣言行録

## 妻子

### 妻
- 張氏 - 1231年に没
- 毛氏 - 1232年[31]もしくは1234年ごろ[32]に再婚

### 子女

#### 男子
1. 元拊（叔儀） - 1229年生。元の汝州知州として出仕
2. 元阿辛 - 早世。「阿辛」は幼名、諱と字は不詳。母は張氏[33]
3. 元振（叔開） - 1246年生。元の太原路参佐
4. 元摠（叔綱） - 1249年生。元の尚書都省監印

#### 女子
1. 元真（叔容） - 1209年生
2. 元厳（叔璋） - 道士として出家[24]
3. 元順 - 1219年生、1232年没
4. 元珍 - 『書貽第三女珍』では早世した元順を子の数に含めず、後に生まれた元珍を三女と数える[34]
5. 名前不詳